# Josef Schmid (Soziologe)
Josef Schmid (* 12. August 1937 in Linz, Österreich; † 8. April 2018) war ein österreichischer Soziologe und Hochschullehrer. Er hatte den ersten deutschen Lehrstuhl für Bevölkerungswissenschaft an der Otto-Friedrich-Universität Bamberg inne.

## Leben
Schmid studierte Betriebs- und Volkswirtschaftslehre an den Universitäten München und Innsbruck sowie Soziologie, Philosophie und Psychologie an der Universität München. 1974 wurde er mit einer kultursoziologischen Dissertation promoviert; 1980 habilitierte er sich an der Sozialwissenschaftlichen Fakultät der Universität München mit der Schrift „Bevölkerung und soziale Entwicklung“, die bis heute als Standardwerk gilt. Von 1980 bis zu seiner Emeritierung 2003 war er Ordinarius für Bevölkerungswissenschaft an der Otto-Friedrich-Universität Bamberg. Er war von 1981 bis 2007 Mitglied des Kuratoriums des Bundesinstituts für Bevölkerungsforschung sowie Mitglied der Enquête-Kommissionen zum Demografischen Wandel.
Lehr- und Forschungsschwerpunkte waren die Bevölkerungsanalyse der industrialisierten Welt und der Entwicklungsländer, die Weltbevölkerung und ihre geopolitische Relevanz sowie die Kulturelle Evolution und Systemökologie. Schmid hat zahlreiche Schriften veröffentlicht, darunter einige einflussreiche wissenschaftliche Werke wie „Einführung in die Bevölkerungssoziologie“. „Bevölkerung – Umwelt – Entwicklung. Eine humanökologische Perspektive“ und „Bevölkerungswissenschaft im Werden – Die geistigen Grundlagen der deutschen Bevölkerungssoziologie“.

## Mitgliedschaften
- Deutsche Gesellschaft für Demographie (DGD)
- International Union for the Scientific Study of Population (IUSSP)
- European Association for Population Studies (EAPS)
- Ehrenmitglied und Mitglied des Wissenschaftlichen Beirats der Deutschen Gesellschaft für Humanökologie (DGH)
- Studiengesellschaft für Mittelstandsfragen e.V.
- Nietzsche-Gesellschaft, Naumburg an der Saale

## Schriften
- Einführung in die Bevölkerungssoziologie, 1976 zusammen mit B. Schattat, H. Bauer
- Bevölkerung und soziale Entwicklung, 1980/84
- (Hrsg.) Bevölkerungswissenschaft: die 'Bevölkerungslehre' von Gerhard Mackenroth - 30 Jahre danach, 1985
- Bevölkerung im Entwicklungsprozeß Lateinamerikas, 1991
- Das verlorene Gleichgewicht – Eine Kulturökologie der Gegenwart, 1992
- Bevölkerung – Umwelt – Entwicklung. Eine humanökologische Perspektive, 1994
- Sozialprognose – Die Belastungen der nachwachsenden Generation 2000 zusammen mit A. Heigl, R. Mai
- Bevölkerungswissenschaft im Werden – Die geistigen Grundlagen der deutschen Bevölkerungssoziologie, 2007 zusammen mit P. Henssler

Festschrift
- Festschrift zum 70. Geburtstag: "Demographie", Zeitschrift für Bevölkerungswissenschaft (Jg. 32, 3–4/2007)[3]